# Речани-Зајаско
Речани (мкд. Речани) су насеље у Северној Македонији, у западном делу државе. Речани припадају општини Кичево.

## Географија
Насеље Речани је смештено у западном делу Северне Македоније. Од најближег већег града, Кичева, насеље је удаљено 14 km северозападно.
Речани се налазе у историјској области Кичевија, око града Кичева. Село се сместило у западном делу Кичевског поља, а даље на западу издиже планина Бистра. Надморска висина насеља је приближно 760 метара.

## Становништво
Речани су према последњем попису из 2002. године имали 101 становника. 
Већинско становништво су Албанци (99%). До прве половине 20. века искључиво становништвоу насељу чинили су словенски хришћани.
Претежна вероисповест месног становништва је ислам.